# Goto
goto (GoTo، goto، GOTO، GO TO و اَشکال دیگر آن بسته به زبان برنامه‌نویسی) دستوری در بسیاری از زبان‌های برنامه‌نویسی است که انتقال یک‌طرفهٔ کنترل‌گر را به خط دیگری از کد فراهم می‌کند.
گزارهٔ goto قدرت پرش از هر نقطهٔ برنامه به نقاط دیگر را در اختیار ما قرار می‌دهد، اما منطق چنین برنامه‌ای پیچیده و تودرتو خواهد بود. در برنامه‌نویسی مدرن، گزارهٔ goto یک سازهٔ آسیب‌رسان نگریسته می‌شود و رویهٔ برنامه‌نویسی بدی است.

## کاربرد در زبان سی
goto LABEL

.

.

LABLE: statement;